# Mia Goth
Mia Gypsy Mello da Silva Goth (Londen, 25 oktober 1993) is een Britse actrice en model.

## Levensloop
Goth werd geboren in het Londense bestuurlijke gebied Southwark en verhuisde tijdens haar jeugd naar Canada en later met haar moeder naar Brazilië. Op haar twaalfde keerde ze terug naar Londen en op dertienjarige leeftijd werd ze gerekruteerd als model (Storm Model Management). In 2013 maakte ze haar acteerdebuut met de film Nymphomaniac van Lars von Trier met onder andere Shia LaBeouf in de hoofdrol.

### Privé
In 2012 kreeg Goth een relatie met Shia LaBeouf. Het stel ging in 2018 uit elkaar.
Inmiddels zijn ze sinds 2022 weer bij elkaar en hebben een dochter Isabel (2022).

## Filmografie

### Film
- 2013: Nymphomaniac als P
- 2015: The Survivalist als Milja
- 2015: Everest als Meg Weathers
- 2017: A Cure for Wellness als Hannah
- 2017: Marrowbone als Jane
- 2018: Suspiria als Sara
- 2018: High Life als Boyse
- 2020: Emma. als Harriet Smith
- 2021: Mayday als Marsha
- 2022: The House als Mabel (segment "I") (stem)
- 2022: X als Maxine / Pearl
- 2022: Pearl als Pearl
- 2023: Infinity Pool als Gabi Bauer

### Televisie
- 2013: The Tunnel als Sophie Campbell (3 afl.)
- 2015: Wallander als Hannah Hjelmqvist (1 afl.)

### Videoclip
- 2014: Haunted Love van Future Unlimited

## Prijzen en Nominaties
| Jaar | Prijs                          | Categorie                      | Titel           | Uitslag     |
| ---- | ------------------------------ | ------------------------------ | --------------- | ----------- |
| 2015 | British Independent Film Award | Meest veelbelovende nieuwkomer | The Survivalist | Genomineerd |
| 2019 | Independent Spirit Award       | Robert Altman Award            | Suspiria        | Gewonnen    |